# بطولة أوروبا لكرة الطائرة للرجال 1983
بطولة أوروبا لكرة الطائرة للرجال 1983 (بالألمانية: Volleyball-Europameisterschaft der Männer 1983)‏ هو الموسم 13 من  بطولة أمم أوروبا للكرة الطائرة للرجال. أشرف على تنظيمه الاتحاد الأوروبي للكرة الطائرة، وكان عدد الأندية المشاركة فيه  12.